# Biathlon-Europacup 2001/02
Der Biathlon-Europacup 2001/02 wurde als Unterbau zum Biathlon-Weltcup 2001/02 veranstaltet. Startberechtigt waren Starter und Starterinnen aller Kontinente.

## Ergebnisse Damen-Wettbewerbe
| 1. Europacup in Windischgarsten, 14. Dezember 2001 – 16. Dezember 2001 | 1. Europacup in Windischgarsten, 14. Dezember 2001 – 16. Dezember 2001 | 1. Europacup in Windischgarsten, 14. Dezember 2001 – 16. Dezember 2001 | 1. Europacup in Windischgarsten, 14. Dezember 2001 – 16. Dezember 2001 | 1. Europacup in Windischgarsten, 14. Dezember 2001 – 16. Dezember 2001 |
| ---------------------------------------------------------------------- | ---------------------------------------------------------------------- | ---------------------------------------------------------------------- | ---------------------------------------------------------------------- | ---------------------------------------------------------------------- |
| Datum                                                                  | Disziplin                                                              | Erster Platz                                                           | Zweiter Platz                                                          | Dritter Platz                                                          |
| 15. Dezember 2001 (Sa.)                                                | Sprint (7,5 km)                                                        | Katja Beer                                                             | Sabrina Buchholz                                                       | Anita Nyman                                                            |
| 16. Dezember 2001 (So.)                                                | Verfolgung (10 km)                                                     | Katja Beer                                                             | Peggy Wagenführ                                                        | Sabrina Buchholz                                                       |

| 2. Europacup in Obertilliach, 20. Dezember 2001 – 22. Dezember 2001 | 2. Europacup in Obertilliach, 20. Dezember 2001 – 22. Dezember 2001 | 2. Europacup in Obertilliach, 20. Dezember 2001 – 22. Dezember 2001 | 2. Europacup in Obertilliach, 20. Dezember 2001 – 22. Dezember 2001 | 2. Europacup in Obertilliach, 20. Dezember 2001 – 22. Dezember 2001 |
| ------------------------------------------------------------------- | ------------------------------------------------------------------- | ------------------------------------------------------------------- | ------------------------------------------------------------------- | ------------------------------------------------------------------- |
| Datum                                                               | Disziplin                                                           | Erster Platz                                                        | Zweiter Platz                                                       | Dritter Platz                                                       |
| 21. Dezember 2001 (Fr.)                                             | Einzel (15 km)                                                      | Katja Beer                                                          | Ina Menzel                                                          | Sabrina Buchholz                                                    |
| 22. Dezember 2001 (Sa.)                                             | Sprint (7,5 km)                                                     | Katja Beer                                                          | Ina Menzel                                                          | Peggy Wagenführ                                                     |

| 3. Europacup in Jablonec, 10. Januar 2002 – 13. Januar 2002 | 3. Europacup in Jablonec, 10. Januar 2002 – 13. Januar 2002 | 3. Europacup in Jablonec, 10. Januar 2002 – 13. Januar 2002            | 3. Europacup in Jablonec, 10. Januar 2002 – 13. Januar 2002              | 3. Europacup in Jablonec, 10. Januar 2002 – 13. Januar 2002        |
| ----------------------------------------------------------- | ----------------------------------------------------------- | ---------------------------------------------------------------------- | ------------------------------------------------------------------------ | ------------------------------------------------------------------ |
| Datum                                                       | Disziplin                                                   | Erster Platz                                                           | Zweiter Platz                                                            | Dritter Platz                                                      |
| 11. Januar 2002 (Fr..)                                      | Sprint (7,5 km)                                             | Peggy Wagenführ                                                        | Evelyn Lauvstad Hanevold                                                 | Jill Krause                                                        |
| 12. Januar 2002 (Sa.)                                       | Verfolgung (10 km)                                          | Sabrina Buchholz                                                       | Peggy Wagenführ                                                          | Jill Krause                                                        |
| 13. Januar 2002 (So.)                                       | Staffel (4 × 6 km)                                          | DeutschlandPeggy Wagenführ Romy Beer Sabine Flatscher Sabrina Buchholz | NorwegenEvelyn Lauvstad Hanevold Borghild Ouren Hege Nilssen Tora Berger | TschechienJitka Pešinová Lenka Faltusová Jana Pešková Jana Dufková |

| 4. Europacup in Jáchymov, 15. Januar 2002 – 18. Januar 2002 | 4. Europacup in Jáchymov, 15. Januar 2002 – 18. Januar 2002 | 4. Europacup in Jáchymov, 15. Januar 2002 – 18. Januar 2002                  | 4. Europacup in Jáchymov, 15. Januar 2002 – 18. Januar 2002             | 4. Europacup in Jáchymov, 15. Januar 2002 – 18. Januar 2002         |
| ----------------------------------------------------------- | ----------------------------------------------------------- | ---------------------------------------------------------------------------- | ----------------------------------------------------------------------- | ------------------------------------------------------------------- |
| Datum                                                       | Disziplin                                                   | Erster Platz                                                                 | Zweiter Platz                                                           | Dritter Platz                                                       |
| 16. Januar 2002 (Mi.)                                       | Einzel (15 km)                                              | Peggy Wagenführ                                                              | Ina Menzel                                                              | Sabrina Buchholz                                                    |
| 17. Januar 2002 (Do.)                                       | Sprint (7,5 km)                                             | Tora Berger                                                                  | Borghild Ouren                                                          | Sabrina Buchholz                                                    |
| 18. Januar 2002 (Fr.)                                       | Staffel (4 × 6 km)                                          | NorwegenEvelyn Lauvstad Hanevold Borghild Ouren Ann Helen Grande Tora Berger | DeutschlandIna Menzel Sabrina Buchholz Sabine Flatscher Beatrice Grämer | TschechienJana Dufková Lenka Faltusová Kamila Horáková Jana Pešková |

| 5. Europacup in Mittenwald, 16. Februar 2002 – 17. Februar 2002 | 5. Europacup in Mittenwald, 16. Februar 2002 – 17. Februar 2002 | 5. Europacup in Mittenwald, 16. Februar 2002 – 17. Februar 2002 | 5. Europacup in Mittenwald, 16. Februar 2002 – 17. Februar 2002 | 5. Europacup in Mittenwald, 16. Februar 2002 – 17. Februar 2002 |
| --------------------------------------------------------------- | --------------------------------------------------------------- | --------------------------------------------------------------- | --------------------------------------------------------------- | --------------------------------------------------------------- |
| Datum                                                           | Disziplin                                                       | Erster Platz                                                    | Zweiter Platz                                                   | Dritter Platz                                                   |
| 16. Februar 2002 (Sa.)                                          | Sprint (7,5 km)                                                 | Simone Denkinger                                                | Sabrina Buchholz                                                | Katja Beer                                                      |
| 17. Februar 2002 (So.)                                          | Verfolgung (10 km)                                              | Katja Beer                                                      | Simone Denkinger                                                | Irina Malgina                                                   |

| 6. Europacup in Forni Avoltri, 19. Februar 2002 – 22. Februar 2002 | 6. Europacup in Forni Avoltri, 19. Februar 2002 – 22. Februar 2002 | 6. Europacup in Forni Avoltri, 19. Februar 2002 – 22. Februar 2002 | 6. Europacup in Forni Avoltri, 19. Februar 2002 – 22. Februar 2002       | 6. Europacup in Forni Avoltri, 19. Februar 2002 – 22. Februar 2002  |
| ------------------------------------------------------------------ | ------------------------------------------------------------------ | ------------------------------------------------------------------ | ------------------------------------------------------------------------ | ------------------------------------------------------------------- |
| Datum                                                              | Disziplin                                                          | Erster Platz                                                       | Zweiter Platz                                                            | Dritter Platz                                                       |
| 20. Februar 2002 (Fr.)                                             | Einzel (15 km)                                                     | Irina Malgina                                                      | Katja Beer                                                               | Simone Denkinger                                                    |
| 21. Februar 2002 (Sa.)                                             | Sprint (7,5 km)                                                    | Katja Beer                                                         | Sabrina Buchholz                                                         | Janet Klein                                                         |
| 22. Februar 2002 (So.)                                             | Staffel (4 × 6 km)                                                 | DeutschlandIna Menzel Janet Klein Romy Beer Sabrina Buchholz       | NorwegenLiv-Kjersti Eikeland Borghild Ouren Tora Berger Ann Helen Grande | FrankreichJulie Carraz Delphyne Peretto Laure Coste Pauline Jacquin |

| 7. Europacup in Gurnigel, 15. März 2002 – 17. März 2002 | 7. Europacup in Gurnigel, 15. März 2002 – 17. März 2002 | 7. Europacup in Gurnigel, 15. März 2002 – 17. März 2002 | 7. Europacup in Gurnigel, 15. März 2002 – 17. März 2002 | 7. Europacup in Gurnigel, 15. März 2002 – 17. März 2002 |
| ------------------------------------------------------- | ------------------------------------------------------- | ------------------------------------------------------- | ------------------------------------------------------- | ------------------------------------------------------- |
| Datum                                                   | Disziplin                                               | Erster Platz                                            | Zweiter Platz                                           | Dritter Platz                                           |
| 16. März 2002 (Sa.)                                     | Sprint (7,5 km)                                         | Julie Carraz                                            | Céline Drezet                                           | Lenka Faltusová                                         |
| 17. März 2002 (So.)                                     | Verfolgung (10 km)                                      | Simone Denkinger                                        | Julie Carraz                                            | Lenka Faltusová                                         |

| 8. Europacup in Haute-Maurienne, 19. März 2002 – 22. März 2002 | 8. Europacup in Haute-Maurienne, 19. März 2002 – 22. März 2002 | 8. Europacup in Haute-Maurienne, 19. März 2002 – 22. März 2002 | 8. Europacup in Haute-Maurienne, 19. März 2002 – 22. März 2002 | 8. Europacup in Haute-Maurienne, 19. März 2002 – 22. März 2002 |
| -------------------------------------------------------------- | -------------------------------------------------------------- | -------------------------------------------------------------- | -------------------------------------------------------------- | -------------------------------------------------------------- |
| Datum                                                          | Disziplin                                                      | Erster Platz                                                   | Zweiter Platz                                                  | Dritter Platz                                                  |
| 21. März 2002 (Do.)                                            | Sprint (7,5 km)                                                | Anne-Laure Mignerey                                            | Simone Denkinger                                               | Julie Carraz                                                   |
| 22. März 2002 (Fr.)                                            | Verfolgung (10 km)                                             | Simone Denkinger                                               | Romy Beer                                                      | Julie Carraz                                                   |

### Gesamtwertung
Nach 19 von 19 Rennen
| Platz | Sportler         | Land        | Punkte |
| ----- | ---------------- | ----------- | ------ |
| 1     | Sabrina Buchholz | Deutschland | 536    |
| 2     | Romy Beer        | Deutschland | 511    |
| 3     | Ina Menzel       | Deutschland | 505    |
| 4     | Julie Carraz     | Frankreich  | 421    |
| 5     | Peggy Wagenführ  | Deutschland | 392    |
| 6     | Katja Beer       | Deutschland | 389    |
| 7     | Simone Denkinger | Deutschland | 378    |
| 8     | Irina Malgina    | Russland    | 311    |
| 9     | Lenka Faltusová  | Tschechien  | 274    |
| 10    | Borghild Ouren   | Norwegen    | 264    |

## Ergebnisse Herren-Wettbewerbe
| 1. Europacup in Windischgarsten, 14. Dezember 2001 – 16. Dezember 2001 | 1. Europacup in Windischgarsten, 14. Dezember 2001 – 16. Dezember 2001 | 1. Europacup in Windischgarsten, 14. Dezember 2001 – 16. Dezember 2001 | 1. Europacup in Windischgarsten, 14. Dezember 2001 – 16. Dezember 2001 | 1. Europacup in Windischgarsten, 14. Dezember 2001 – 16. Dezember 2001 |
| ---------------------------------------------------------------------- | ---------------------------------------------------------------------- | ---------------------------------------------------------------------- | ---------------------------------------------------------------------- | ---------------------------------------------------------------------- |
| Datum                                                                  | Disziplin                                                              | Erster Platz                                                           | Zweiter Platz                                                          | Dritter Platz                                                          |
| 15. Dezember 2001 (Sa.)                                                | Sprint (10 km)                                                         | Alexander Wolf                                                         | Tor Halvor Bjørnstad                                                   | Wladimir Dratschow                                                     |
| 16. Dezember 2001 (So.)                                                | Verfolgung (12,5 km)                                                   | Wladimir Dratschow                                                     | Alexander Wolf                                                         | Andreas Stitzl                                                         |

| 2. Europacup in Obertilliach, 20. Dezember 2001 – 22. Dezember 2001 | 2. Europacup in Obertilliach, 20. Dezember 2001 – 22. Dezember 2001 | 2. Europacup in Obertilliach, 20. Dezember 2001 – 22. Dezember 2001 | 2. Europacup in Obertilliach, 20. Dezember 2001 – 22. Dezember 2001 | 2. Europacup in Obertilliach, 20. Dezember 2001 – 22. Dezember 2001 |
| ------------------------------------------------------------------- | ------------------------------------------------------------------- | ------------------------------------------------------------------- | ------------------------------------------------------------------- | ------------------------------------------------------------------- |
| Datum                                                               | Disziplin                                                           | Erster Platz                                                        | Zweiter Platz                                                       | Dritter Platz                                                       |
| 21. Dezember 2001 (Fr.)                                             | Einzel (20 km)                                                      | René Gerth                                                          | Halvard Hanevold                                                    | Alexei Solowjow                                                     |
| 22. Dezember 2001 (Sa.)                                             | Sprint (10 km)                                                      | Andreas Stitzl                                                      | Wladimir Bechterew                                                  | Anstein Mykland                                                     |

| 3. Europacup in Jablonec, 10. Januar 2002 – 13. Januar 2002 | 3. Europacup in Jablonec, 10. Januar 2002 – 13. Januar 2002 | 3. Europacup in Jablonec, 10. Januar 2002 – 13. Januar 2002                  | 3. Europacup in Jablonec, 10. Januar 2002 – 13. Januar 2002    | 3. Europacup in Jablonec, 10. Januar 2002 – 13. Januar 2002             |
| ----------------------------------------------------------- | ----------------------------------------------------------- | ---------------------------------------------------------------------------- | -------------------------------------------------------------- | ----------------------------------------------------------------------- |
| Datum                                                       | Disziplin                                                   | Erster Platz                                                                 | Zweiter Platz                                                  | Dritter Platz                                                           |
| 11. Januar 2002 (Fr.)                                       | Sprint (10 km)                                              | Marco Morgenstern                                                            | Lars Berger                                                    | René Gerth                                                              |
| 12. Januar 2002 (Sa.)                                       | Verfolgung (12,5 km)                                        | Marco Morgenstern                                                            | Lars Berger                                                    | Gunar Bretschneider                                                     |
| 13. Januar 2002 (So.)                                       | Staffel (4 × 7,5 km)                                        | NorwegenGeir-Ole Steinslett Jon Kristian Svaland Anstein Mykland Lars Berger | SlowenienJože Poklukar Lucijan Èuk Gasper Grašiè Danilo Kodela | DeutschlandGunar Bretschneider Daniel Graf Andreas Stitzl Torsten Thrän |

| 4. Europacup in Jáchymov, 16. Januar 2002 – 18. Januar 2002 | 4. Europacup in Jáchymov, 16. Januar 2002 – 18. Januar 2002 | 4. Europacup in Jáchymov, 16. Januar 2002 – 18. Januar 2002        | 4. Europacup in Jáchymov, 16. Januar 2002 – 18. Januar 2002                          | 4. Europacup in Jáchymov, 16. Januar 2002 – 18. Januar 2002      |
| ----------------------------------------------------------- | ----------------------------------------------------------- | ------------------------------------------------------------------ | ------------------------------------------------------------------------------------ | ---------------------------------------------------------------- |
| Datum                                                       | Disziplin                                                   | Erster Platz                                                       | Zweiter Platz                                                                        | Dritter Platz                                                    |
| 16. Januar 2002 (Mi.)                                       | Einzel (20 km)                                              | René Gerth                                                         | Andreas Stitzl                                                                       | Geir-Ole Steinslett                                              |
| 17. Januar 2002 (Do.)                                       | Sprint (10 km)                                              | Andreas Stitzl                                                     | Carsten Heymann                                                                      | Andreas Birnbacher                                               |
| 18. Januar 2002 (Fr.)                                       | Staffel (4 × 7,5 km)                                        | DeutschlandRené Gerth Carsten Heymann Torsten Thrän Andreas Stitzl | NorwegenGeir-Ole Steinslett Jon Kristian Svaland Hans Martin Gjedrem Anstein Mykland | ItalienTheo Senoner Patrick Oberegger Enrico Tach Sergio Bonaldi |

| 5. Europacup in Mittenwald, 15. Februar 2002 – 17. Februar 2002 | 5. Europacup in Mittenwald, 15. Februar 2002 – 17. Februar 2002 | 5. Europacup in Mittenwald, 15. Februar 2002 – 17. Februar 2002 | 5. Europacup in Mittenwald, 15. Februar 2002 – 17. Februar 2002 | 5. Europacup in Mittenwald, 15. Februar 2002 – 17. Februar 2002 |
| --------------------------------------------------------------- | --------------------------------------------------------------- | --------------------------------------------------------------- | --------------------------------------------------------------- | --------------------------------------------------------------- |
| Datum                                                           | Disziplin                                                       | Erster Platz                                                    | Zweiter Platz                                                   | Dritter Platz                                                   |
| 16. Februar 2002 (Sa.)                                          | Sprint (10 km)                                                  | Andreas Stitzl                                                  | Daniel Graf                                                     | Jörn Wollschläger                                               |
| 17. Februar 2002 (So.)                                          | Verfolgung (12,5 km)                                            | Carsten Pump                                                    | Andreas Birnbacher                                              | Andreas Stitzl                                                  |

| 6. Europacup in Forni Avoltri, 19. Februar 2002 – 22. Februar 2002 | 6. Europacup in Forni Avoltri, 19. Februar 2002 – 22. Februar 2002 | 6. Europacup in Forni Avoltri, 19. Februar 2002 – 22. Februar 2002             | 6. Europacup in Forni Avoltri, 19. Februar 2002 – 22. Februar 2002           | 6. Europacup in Forni Avoltri, 19. Februar 2002 – 22. Februar 2002   |
| ------------------------------------------------------------------ | ------------------------------------------------------------------ | ------------------------------------------------------------------------------ | ---------------------------------------------------------------------------- | -------------------------------------------------------------------- |
| Datum                                                              | Disziplin                                                          | Erster Platz                                                                   | Zweiter Platz                                                                | Dritter Platz                                                        |
| 20. Februar 2002 (Fr.)                                             | Einzel (20 km)                                                     | Andreas Stitzl                                                                 | Carsten Heymann                                                              | Günther Beck                                                         |
| 21. Februar 2002 (Sa.)                                             | Sprint (10 km)                                                     | Andreas Birnbacher                                                             | Tor Halvor Bjørnstad                                                         | Jörn Wollschläger                                                    |
| 22. Februar 2002 (So.)                                             | Staffel (4 × 7,5 km)                                               | DeutschlandJörn Wollschläger Carsten Heymann Andreas Birnbacher Andreas Stitzl | NorwegenGeir-Ole Steinslett Tor Halvor Bjørnstad Lars Berger Anstein Mykland | FrankreichAlexandre Aubert Olivier Niogret Lionel Grebot Gaël Poirée |

| 7. Europacup in Gurnigel, 15. März 2002 – 17. März 2002 | 7. Europacup in Gurnigel, 15. März 2002 – 17. März 2002 | 7. Europacup in Gurnigel, 15. März 2002 – 17. März 2002 | 7. Europacup in Gurnigel, 15. März 2002 – 17. März 2002 | 7. Europacup in Gurnigel, 15. März 2002 – 17. März 2002 |
| ------------------------------------------------------- | ------------------------------------------------------- | ------------------------------------------------------- | ------------------------------------------------------- | ------------------------------------------------------- |
| Datum                                                   | Disziplin                                               | Erster Platz                                            | Zweiter Platz                                           | Dritter Platz                                           |
| 16. März 2002 (Sa.)                                     | Sprint (10 km)                                          | Jože Poklukar                                           | Marian Málek                                            | Daniel Niederberger                                     |
| 17. März 2002 (So.)                                     | Verfolgung (12,5 km)                                    | Devis Da Canal                                          | Jože Poklukar                                           | Daniel Niederberger                                     |

| 8. Europacup in Haute-Maurienne, 19. März 2002 – 22. März 2002 | 8. Europacup in Haute-Maurienne, 19. März 2002 – 22. März 2002 | 8. Europacup in Haute-Maurienne, 19. März 2002 – 22. März 2002 | 8. Europacup in Haute-Maurienne, 19. März 2002 – 22. März 2002 | 8. Europacup in Haute-Maurienne, 19. März 2002 – 22. März 2002 |
| -------------------------------------------------------------- | -------------------------------------------------------------- | -------------------------------------------------------------- | -------------------------------------------------------------- | -------------------------------------------------------------- |
| Datum                                                          | Disziplin                                                      | Erster Platz                                                   | Zweiter Platz                                                  | Dritter Platz                                                  |
| 21. März 2002 (Do.)                                            | Sprint (10 km)                                                 | Devis Da Canal                                                 | Alexandre Aubert                                               | Carsten Heymann                                                |
| 22. März 2002 (Fr.)                                            | Verfolgung (12,5 km)                                           | Alexandre Aubert                                               | Carsten Heymann                                                | Devis Da Canal                                                 |

### Gesamtwertung
Nach 19 von 19 Rennen
| Platz | Sportler           | Land        | Punkte |
| ----- | ------------------ | ----------- | ------ |
| 1     | Andreas Stitzl     | Deutschland | 511    |
| 2     | René Gerth         | Deutschland | 491    |
| 3     | Carsten Heymann    | Deutschland | 460    |
| 4     | Anstein Mykland    | Norwegen    | 419    |
| 5     | Daniel Graf        | Deutschland | 340    |
| 6     | Alexandre Aubert   | Frankreich  | 305    |
| 7     | Jože Poklukar      | Slowenien   | 305    |
| 8     | Andreas Birnbacher | Deutschland | 302    |
| 9     | Friedrich Pinter   | Österreich  | 283    |
| 10    | Lionel Grebot      | Frankreich  | 238    |